# William Ancion
William Ancion (Seraing, 17 juli 1941) is een Belgisch voormalig politicus en minister voor de PSC.

## Levensloop
Als doctor in de rechten aan de Universiteit van Luik (1964) en licentiaat in de economische wetenschappen (1965) aan de Université catholique de Louvain ging Ancion werken op de programmatorische diensten van de Nationale Raad voor Wetenschapsbeleid. In 1972 werd hij secretaris van deze adviesraad. Van 1972 tot 2002 was hij namens de federale en later de gemeenschapsregering ook regeringsafgevaardigde bij de vrije katholieke universiteiten in Wallonië en Brussel - de Université catholique de Louvain, de Facultés universitaires Notre Dame de la Paix en de Facultés universitaires Saint-Louis.
In 1970 werd hij voor de PSC verkozen tot gemeenteraadslid van Luik, wat hij bleef tot in 2006. Van 1989 tot 1996 was Ancion er schepen van Financiën en Stedenbouw, een functie waarin hij zich bekommerde om het afbouwen van de hoge schulden van de stad. Ook droeg hij bij aan het vinden van een oplossing in het dossier rond de herinrichting van de Place Saint-Lambert, dat jarenlang geblokkeerd zat. Van 1990 tot 1991 was Ancion waarnemend burgemeester van Luik.
Van 1975 tot 1980 was hij bestuurder van de openbare omroep RTBF, van 1990 tot 1999 voorzitter van de reconversiemaatschappij Meusinvest, van 1980 tot 2004 voorzitter van het Centre hospitalier chrétien en van 1991 tot 1992 bestuurder van Liege Airport.
De extraparlementaire Ancion volgde in december 1996 Jean-Pierre Grafé op als minister van Onderzoek, Technologische Ontwikkeling, Sport en Buitenlandse Betrekkingen in de Waalse Regering en als minister van Hoger Onderwijs, Wetenschappelijk Onderzoek, Sport en Buitenlandse Betrekkingen in de Franse Gemeenschapsregering. Deze functies oefende hij uit tot in 1999. Als minister hervormde hij de financiering van sportfederaties en -infrastructuur, het hoger kunstonderwijs en het kinesitherapie-onderwijs en de herfinanciering van de universiteiten. Ook legde hij aan Waalse zijde de nadruk op het oprichten van technologische clusters en lanceerde hij een strategisch project rond regionale innovatie. Binnen de Franse Gemeenschap tekende hij als minister van Buitenlandse Betrekkingen verschillende samenwerkingsakkoorden tussen het Commissariaat-Generaal voor Internationale Betrekkingen van de Franse Gemeenschap (CGRI) en de Division des Relations internationales van het Waals Gewest.
Bij de verkiezingen van 1999 werd Ancion voor het arrondissement Luik verkozen in het Waals Parlement en het Parlement van de Franse Gemeenschap. Na de gemeenteraadsverkiezingen van 2000 werd hij begin 2001 eerste schepen van de stad, waardoor hij ontslag besloot te nemen als parlementslid. Michel de Lamotte volgde hem op. Ancion bleef schepen tot in 2004.

### Na de politiek
Ancion nam in 2004 ontslag als schepen omdat hij door de Franse Gemeenschapsregering werd aangesteld om Roger Hotermans op te volgen als gedelegeerde van de Franse Gemeenschap, bevoegd voor diplomatieke en politieke relaties met Frankrijk en internationale organisaties. Om deze functie uit te oefenen, resideerde Ancion in Parijs. Eind augustus 2008 werd hij als gedelegeerde opgevolgd door Jean-Pol Baras en vestigde hij zich opnieuw in Luik.
Ook werd Ancion raadgever van de Association internationale des Maires francophones (AIMF) en lanceerde hij in 2012 de Alliance française de Liège, een culturele vereniging die de Franse taal en de Franstalige cultuur wil bevorderen in de regio Luik en de Euregio Maas-Rijn en waarvan hij voorzitter werd.
In 2015 werd hij vicevoorzitter van de Koninklijke Commissie voor Monumenten en Landschappen.